# Tellersiedlung

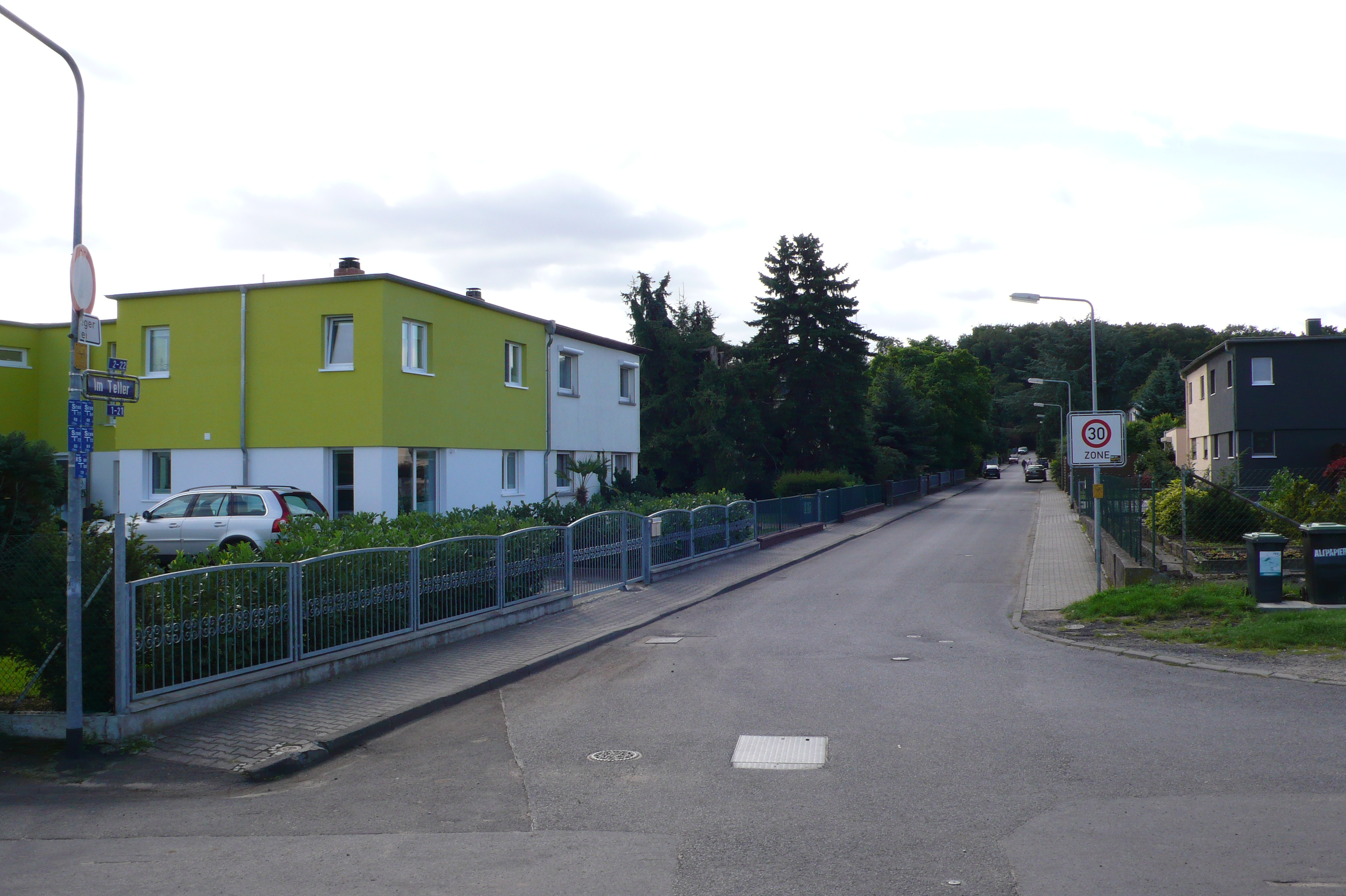
Tellersiedlung

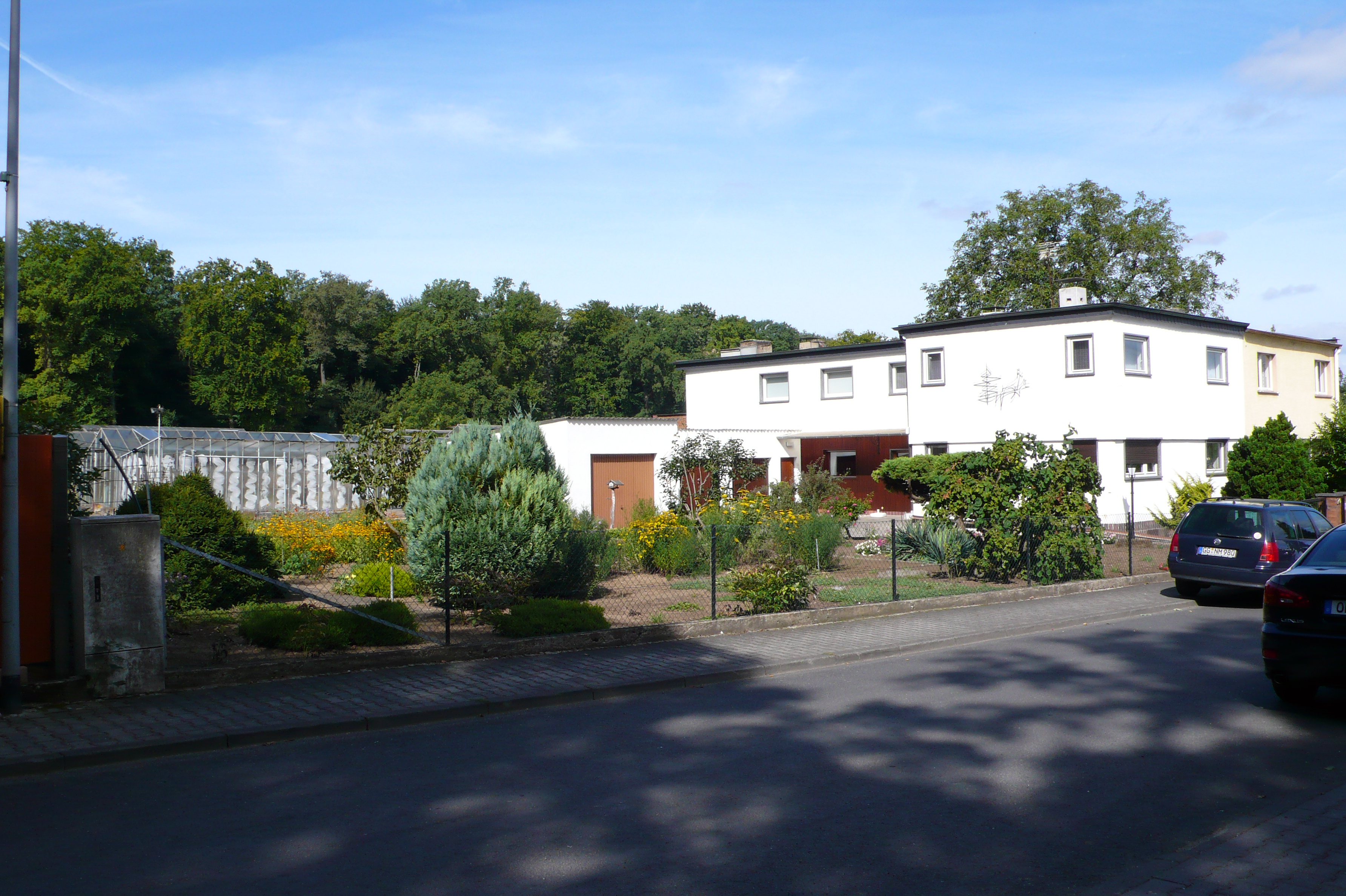
Tellersiedlung

Die Tellersiedlung befindet sich im Frankfurter Stadtteil Oberrad, der durch Gärtnereien und Gemüseanbau geprägt ist. Die Siedlung liegt im südöstlichen Außenbereich am Rande des Stadtwalds. Sie wurde ausschließlich für Gartenbaubetriebe konzipiert und während der Zeit des Neuen Frankfurt nach den Entwürfen von Ernst May und Franz Roeckle gebaut.

## Entstehung und Entwicklung
Die Siedlung entstand 1927 im Rahmen des Frankfurter Siedlungsbaus und wurde von Ernst May geplant. Die städtebauliche Anordnung auf der nahezu quadratischen Fläche von rund neun Hektar folgt einer rationalen Konzeption. Entlang der mittig gelegenen, geraden Straße Im Teller befinden sich beidseits je zehn tiefe Grundstücke. Die Bebauung besteht aus wiederum zehn zweigeschossigen Doppelhäusern (somit insgesamt zwanzig Doppelhaushälften) und den im rückwärtigen Grundstücksteil befindlichen Gewächshäusern. Die Häuser der einen Straßenseite sind versetzt zu denen der gegenüberliegenden Straßenseite angeordnet. Die Gebäude wurden vom Architekten Franz Roeckle geplant. Sie haben Flachdächer und sind durch eine kubische Architektur gekennzeichnet.
Die ursprünglich städtischen Grundstücke, die an die Gartenbaubetriebe verpachtet waren, wurden mit der Zeit privatisiert. Die ehemals durchschnittlich etwa 3000 Quadratmeter großen Parzellen wurden teils zusammengelegt oder geteilt. Wenngleich zahlreiche Häuser durch Renovierungen und Umbauten verändert wurden, blieb das städtebauliche Erscheinungsbild der Siedlung dennoch erhalten. Knapp hundert Bewohner leben in der Siedlung.